# Горбачик, Владимир Евгеньевич
Влади́мир Евге́ньевич Горба́чик (15 сентября 1939 или 1939, Саратов — 2 января 2021, Витебск) — белорусский учёный в области конструирования и технологии изделий из кожи, доктор технических наук (1998), профессор (2000), проректор Витебского государственного технологического института по научной работе (1975—1989).

## Биография
До того, как стал студентом, работал рабочим Станиславского машиностроительного завода (г. Станислав, Украина).
Окончил МТИЛП в 1962 году по специальности «Технология изделий из кожи». По окончании института работал в течение нескольких лет начальником смены на Ленинградской обувной фабрике №2 «Пролетарская Победа». С 1964 года по 1969 год обучался в аспирантуре МТИЛП. Кандидатскую диссертацию, посвящённую теме совершенствования переймы обуви, выполнил под руководством профессора Зыбина Ю. П. и защитил спустя 5 лет. По окончании аспирантуры отправлен в Витебский государственный технологический институт для организации там кафедры конструирования и технологии изделий из кожи, которую возглавлял с 1969 года по 1977 год.
На протяжении 14 лет до 1989 года был проректором ВТИЛП по научной работе. С этого года вновь возглавил созданную им кафедру.
Докторскую диссертацию на тему повышения эргономических свойств обуви защитил в 1998 году. С 1976 года — доцент, а с 2000 года — профессор ВГТУ.
Умер 2 января 2021 года после непродолжительной болезни, усугубленной перенесённой коронавирусной инфекцией. На момент смерти был единственным в республике доктором технических наук по своей специальности.

## Научная деятельность
Сфера его научных интересов: антропометрия, биомеханика, квалиметрия, эргономика обуви.
Является создателем научно-педагогической школы в ВГТУ под названием «Качество обуви и её комплектующих». Подготовил 7 кандидатов технических наук. Опубликовал свыше 300 научных работ, включая 1 монографию, 6 учебных пособий.
Является членом редакционной коллегии журналов «Кожа и обувь», «Вестник Витебского государственного технологического университета», «Дизайн и технологии», международного сборника научных трудов «Техническое регулирование : базовая основа качества товаров и услуг» (г. Шахты).

### Диссертации
- Исследование работы переймы обуви и разработка методики расчета ее укрепителей : автореферат дис. … кандидата технических наук : 05.19.06 / Моск. технол. ин-т легкой пром-сти. — Москва, 1974. — 29 с.
- Конструкторско-технологические решения повышения эргономических свойств обуви : автореферат дис. … доктора технических наук : 05.19.06 / МГАЛП. — Москва, 1998. — 52 c.

### Монографии
- Анизотропия механических свойств синтетических кож / В. Е. Горбачик, К. А. Загайгора. — Витебск : УО «ВГТУ», 2003. — 148 с.

### Учебники, учебные пособия
- Жесткость обувных материалов : учеб. пособие для вузов / В. Е. Горбачик, А. И. Линник. — Витебск : УО «ВГТУ», 2000. — 151 с.
- Проектирование и испытание геленков : учеб.-метод. пособие для вузов / В. Е. Горбачик. — Витебск : УО «ВГТУ», 2000. — 84 с.
- Основы анатомии, физиологии, антропометрии и биомеханики : учебное пособие для студентов вузов, обучающихся по спец. 1-50 02 01 «Конструирование и технология изделий из кожи» / В. Е. Горбачик. — Витебск : УО «ВГТУ», 2011. — 124 с.
- Конструирование обуви. Практикум : учебно-методическое пособие для студентов высших учебных заведений, обучающихся по спец. 1-50 02 01 «Конструирование и технология изделий из кожи» / В. Е. Горбачик, А. И. Линник, С. В. Смелкова [и др.]. — Витебск : УО «ВГТУ», 2016. — 242 с.
- Конструкторско-технологическая подготовка производства обуви : конспект лекций для студентов специальности 1-50 02 01 «Конструирование и технология изделий из кожи» / В. Е. Горбачик. — Витебск : УО «ВГТУ», 2017. — 58 с.
- Эргономичность и технологичность конструкции обуви : учеб. пособие / В. Е. Горбачик. — Витебск : УО «ВГТУ», 2020. — 212 с.

## Награды и премии
За заслуги в научно-педагогической и общественной деятельности неоднократно награждался грамотами Минвузов БССР и СССР, Государственного комитета по науке и технологиям РБ, концерна Беллегпром и др.
- нагрудный знак Госкомобразования СССР «За отличные успехи в работе» (1983).
- нагрудный знак Министерства образования Республики Беларусь «Отличник образования» (2007).
- Доска почёта Октябрьского района г. Витебска (2009).
- Почётная грамота Витебского горисполкома (2015).